# 埃米莉·阿尔斯特鲁普
埃米莉·阿尔斯特鲁普（丹麥語：Emilie Aalestrup，1998年10月10日—），丹麥女子羽毛球運動員。

## 簡歷
2016年10月，埃米莉·阿尔斯特鲁普出戰瑞士羽毛球國際賽，與希雅·埃米莉·伯格合作打進女子雙打比賽準決賽。
2017年8月，埃米莉·阿尔斯特鲁普出戰保加利亞羽毛球公開賽，與马蒂亚斯·蒂里合作赢得混合雙打比賽亞軍。

## 主要比賽成績
只列出曾進入準決賽的國際賽事成績：
| 年份   | 賽事                 | 公開賽級別 | 項目     | 拍檔             | 成績   |
| ------ | -------------------- | ---------- | -------- | ---------------- | ------ |
| 2016年 | 瑞士羽毛球國際賽     | 國際系列賽 | 女子雙打 | 希雅·埃米莉·伯格 | 準決賽 |
| 2017年 | 克羅地亞羽毛球國際賽 | 未來系列賽 | 女子雙打 | 苏珊·埃克伦德    | 準決賽 |
| 2017年 | 克羅地亞羽毛球國際賽 | 未來系列賽 | 混合雙打 | 马蒂亚斯·蒂里    | 準決賽 |
| 2017年 | 保加利亞羽毛球公開賽 | 國際系列賽 | 混合雙打 | 马蒂亚斯·蒂里    | 亞軍   |

| 2007-2017年 | 首要超級賽 | 超級賽 | 黃金大獎賽 | 大獎賽 | 國際挑戰賽 | 國際系列賽 | 未來系列賽 | 其他 |

| 2018-2026年 | 總決賽 | 超級1000賽 | 超級750賽 | 超級500賽 | 超級300賽 | 超級100賽 | 國際挑戰賽 | 國際系列賽 | 未來系列賽 | 其他 |